# Rick Springfield
Rick Springfield, właśc. Richard Lewis Springthorpe (ur. 23 sierpnia 1949 w Sydney) – australijski wokalista, autor tekstów piosenek i aktor.
9 maja 2014 otrzymał własną gwiazdę w Alei Gwiazd w Los Angeles znajdującą się przy 7060 Hollywood Boulevard.

## Życiorys
Urodził się w Sydney w rodzinie wojskowej. Jego rodzina często przemieszczała się po Australii i Anglii, a Springfield szukał ucieczki od trudności związanych z nawiązywaniem przyjaźni w książkach i muzyce. W liceum założył zespół i ostatecznie dołączył do odradzającej się grupy Rock House z lat 50. W 1968 dołączył do zespołu Zoot, który stał się jedną z najpopularniejszych grup w Australii aż do 1971.
W 1972 Springfield rozpoczął karierę solo i zdobył swój pierwszy w USA sukces w następnym roku dzięki ponownemu nagraniu jego australijskiego przeboju „Speak to the Sky”. Najbardziej znany z przeboju „Jessie's Girl” z 1981, za który otrzymał nagrodę Grammy w kategorii dla najlepszego wokalisty rockowego. Inne znane single: „I've Done Everything for You”, „Don't Talk to Strangers”, „Affair of the Heart” i „Love Somebody”.
Występował także w amerykańskich i australijskich filmach i serialach telewizyjnych, w tym Battlestar Galactica (1978), operze mydlanej Szpital miejski (General Hospital, 1981, 1983, 2005–2008, 2013) i Wysoka fala (High Tide, 1994–97) jako Mick Barrett, brat Joeya (w tej roli Yannick Bisson). Podstawił też głos Andy'ego, bohatera serialu Johnny Bravo (1997).
27 października 1984 poślubił Barbarę Porter. Mają dwóch synów: Liama (ur. 1985) i Joshuę (ur. 1989).

## Dyskografia
- Beginnings (1972)
- Comic Book Heroes (1973)
- Mission Magic! (1974)
- Wait for Night (1976)
- Working Class Dog (1981)
- Success Hasn't Spoiled Me Yet (1982)
- Living in Oz (1983)
- Hard to Hold (1984)
- Tao (1985)
- Rock of Life (1988)
- Sahara Snow (1997; także Tim Pierce i Bob Marlette)
- Karma (1999)
- Shock/Denial/Anger/Acceptance (2004)
- The Day After Yesterday (2005)
- Christmas With You (2007)
- Venus in Overdrive (2008)
- My Precious Little One: Lullabies For A New Generation (2009)
- Songs for the End of the World (2012)
- Songs for the End of the World - wersja akustyczna (2013)
- Stripped Down (2015)[20]
- Rocket Science (2016)[21]
- The Snake King (2018)[22]
- Orchestrating My Life (2019)[23]
- Orchestrating My Life: Live (2022)[24]

## Wybrana filmografia

### Filmy fabularne
- 1984: Trudne do utrzymania (Hard to Hold) jako James Roberts
- 1989: Nick Knight (TV) jako detektyw Nick Knight
- 1990: Dead Reckoning (TV) jako Kyle Rath
- 1991: Silent Motive (TV) jako Brad Flynn
- 1994: Zamiana ról (A Change of Place, TV) jako Philip
- 2013: Sound City w roli samego siebie
- 2015: Nigdy nie jest za późno (Ricki and the Flash) jako Greg

### Seriale TV
- 1978: Battlestar Galactica jako porucznik Zac
- 1981: Szpital miejski (General Hospital) jako dr Noah Drake
- 1983: Szpital miejski (General Hospital) jako dr Noah Drake
- 1994-97: Wysoka fala (High Tide) jako Mick Barrett
- 1995: Łobuzy Robin (Robin's Hoods) jako Nick Collins
- 1999: Stan wyjątkowy (Martial Law) jako agent specjalny Stockwell
- 1999: A teraz Susan (Suddenly Susan) jako Zach Hayword
- 2005-2008: Szpital miejski (General Hospital) jako dr Noah Drake
- 2009: Californication jako Rick Springfield
- 2011: Hawaii 5.0 jako Renny Sinclair
- 2013: Szpital miejski (General Hospital) jako dr Noah Drake
- 2015: Detektyw (True Detective) jako dr Irving Pitlor
- 2016: Nie z tego świata (serial telewizyjny 2005) jako Vince Vincente/Lucyfer
- 2017: American Horror Story: Kult (American Horror Story: Cult)  jako pastor Charles